# Amarcort Film Festival
Amarcort Film Festival è un festival internazionale del cortometraggio. Si svolge a cadenza annuale nella città di Rimini dal 2008 ed è dedicato al regista Federico Fellini.

## Storia
Il festival è nato nel 2008 dall'idea di un gruppo di persone appassionate di cinema e cortometraggi. Dedicato a Fellini e tenuto nella sua città natale, il nome del festival è un chiaro omaggio e riferimento al film Amarcord; allo stesso modo, i nomi delle categorie competitive richiamano personaggi e atmosfere della pellicola felliniana del 1973.
Dalla prima edizione (2008) alla terza (2010) il festival si è svolto nel periodo estivo sulla spiaggia riminese. Dal 2011 la manifestazione si tiene in autunno, solitamente a fine novembre, tra cinema e teatri del centro di Rimini. Negli anni, Amarcort Film Festival ha arricchito la sua selezione, ampliando le categorie competitive all'animazione, ai cortometraggi sperimentali, ai videoclip musicali e ai documentari.
Dal 2015 il festival organizza a cadenza mensile il Giro del Mondo in 80 Corti, viaggio tra i cortometraggi del mondo, votato dal pubblico in sala.
L'edizione del 2020 si è svolta online in seguito alle misure per la pandemia di Covid-19.

## Sezioni competitive
Il festival si compone di undici sezioni competitive fisse.
- Amarcort: dedicata a cortometraggi di genere fiction;
- Aldina: dedicata a studenti di scuole di cinema;
- Gradisca: dedicata a cortometraggi fino a 5 minuti;
- Gironzalon: dedicata a cortometraggi sperimentali;
- Rex: dedicata ai cortometraggi di animazione;
- Cantarel: dedicata a videoclip musicali;
- Fulgor: dedicata a cortometraggi dalla regione Emilia-Romagna;
- Calzinazz: dedicata a documentari e reportage;
- MOViE: categoria nata come extra nel 2021 e divenuta parte integrante della selezione, dedicata a storie raccontate con l'uso di danza o movimento;
- Miranda: dedicata a cortometraggi d'animazione per giovane pubblico;
- Be a Parent: dedicata a cortometraggi a tema rapporto genitori-figli.

Vi sono inoltre alcune categorie competitive tenute con cadenze non regolari o differenti.
- Grand Hotel: tenutasi per l'ultima volta nel 2017, era dedicata alle sceneggiature;
- Paparazzo: competizione a cadenza biennale dedicata alle fotografie;
- Home Made Movie: categoria istituita nel 2020 per cortometraggi girati durante il periodo di lockdown causato dalla pandemia di Covid-19;
- Sezione neurodivergenza: categoria del 2022 in collaborazione con AUSL Rimini e il progetto socio-sanitario Spazio Meraki, selezionata da un gruppo di persone neurodivergenti che ne hanno presentato la serata a tema, votata dal pubblico[6].

## Un Felliniano nel Mondo
Nel 2018 è stato istituito il premio Un Felliniano nel Mondo, destinato a figure legate a Fellini da rapporti professionali, di amicizia e di collaborazione.
Nel 2018 è stato assegnato all'attore Peter Gonzales Falcon che in Roma del 1972 interpretò un diciottenne Federico Fellini. Nel 2019 ne è stato insignito il direttore della fotografia Blasco Giurato, grande amico di Fellini e operatore di macchina de I clowns (1970). Nel 2020 il premio è andato a Milo Manara, che con Fellini iniziò a collaborare nel 1987: egli illustrò per il regista Viaggio a Tulum e Viaggio di G. Mastorna, nonché i manifesti e le locandine dell'ultimo film del riminese, La voce della Luna del 1990.
Nel 2021, Un Felliniano nel Mondo è stato attribuito due volte: a Ferruccio Castronuovo, autore del documentario Appunti su La città delle donne (1980) e diversi backstage girati sui set di Fellini; a Ermanno Cavazzoni, che con Fellini collaborò alla sceneggiatura de La voce della Luna, ispirata a Il poema dei lunatici di cui Cavazzoni stesso è l'autore.
Nel 2022 il Felliniano nel Mondo è stato il pianista e compositore Nicola Piovani, che scrisse per il regista riminese le colonne sonore dei suoi ultimi tre film (Intervista, Ginger e Fred, La voce della Luna); la premiazione, svoltasi nell'ambito della serata "Fellini Talk", ha visto la presenza anche del già premiato Milo Manara (Un Felliniano nel Mondo 2020), Samuele Bersani, Massimo Rizzante e Rosita Copioli, e la presentazione dei libri Dizionario Intimo di Daniela Barbiani e Kundera e Fellini di Stefano Godano.

## Il Premio Burdlaz
Nel 2022 è stato istituito il Premio Burdlaz, dedicato a giovani registi esordienti influenzati dall'opera di Fellini.
Il primo regista insignito del premio è Marco Chiappetta per la sua opera prima Santa Lucia del 2021.